# Казанське ханство
Каза́нське ха́нство (тат. Казан ханлыгы, трансліт. Qazan xanlığı, латиніз. قازان خانليغى) — держава у Східній Європі доби пізнього середньовіччя і раннього нового часу. Існувала в 1438-1552. Розташовувалася на території історичної Волзької Булгарії — сучасних Татарстану, Башкортостану, Чувашії, Мордовії та частини Удмуртії. Засноване в 1438 силами ординського хана Улу-Мухаммеда внаслідок розпаду Золотої Орди. Назване на честь столиці — Казані. Очолювалося ханами з династії Чингізидів, які в московських джерелах називалися царями. Керувалося татарськими шляхетними родинами. Основу населення становили — татари, чуваші, башкири, ерзяни, мокшани. Панівною релігією був сунітський іслам. Вело перманентні війни з Московією на заході. У 1552 році завойоване і приєднане до Московського царства Іваном Грозним, що прийняв титул «казанського царя». Намагалося відродитися під проводом останнього казанського хана Алі-Акрама, який загинув близько 1556. Перетворене на Казанське царство, що перебувало в особистій унії з Московією до 1708. Після ліквідації царство стало Казанською губернією. Інші назви — Казанський юрт, Казанська орда.

## Географія
Волга, Кама і В'ятка були головними річками ханства, а також і головними торговими шляхами. Більшість території ханства було вкрито лісами, і тільки південна частина була степовою.

## Історія

### Заснування

Улу-Мухаммед, засновник ханства.

Колишні території Волзької Булгарії — Казанський улус або Казанське князівство — знову змогли отримати незалежність під час розпаду Золотої Орди у XV столітті. Казань була напівнезалежною і підтримувала династію булгарських правителів. Засновником ханства був Улу-Мухаммед. У 1438 він прийняв титул казанського хана і захопив казанський престол за допомоги місцевої знаті. Передачу влади від місцевої булгарської династії до Мухаммедів завершив його син Махмуд у 1445 році.
Протягом правління Улу-Мухаммеда і його сина Махмуда, казанські війська декілька разів робили набіги на Московію і підвладні їй землі. Московський князь Васи́лій II зазнав поразки в битві під Суздалем і був вимушений виплатити данину казанському ханові, визнавши себе його васалом.

### Московський протекторат
У липні 1487 великий князь московський Іван III Васильович захопив Казань і посадив свого ставленика Мухаммед-Аміна на казанський трон. Після цього Казанське ханство стало московським протекторатом. Московитам дозволялося торгувати вільно всюди на його території. Казанські прихильники об'єднання з Османською імперією і Кримським ханством спробували піднімати анти-московські повстання у 1496, 1500, і 1505, але без особливого успіху.
У 1521 Казань звільнилася з-під впливу Москви, уклавши договір взаємної допомоги із Астраханським і Кримським ханствами, а також Ногайською ордою. Об'єднані сили хана Мухаммед Герая і його кримських союзників напали на Московію і захопили більш ніж 150 тисяч бранців. У першій половині XVI століття московські літописи зафіксували близько сорока нападів казанців на московські землі, переважно на регіони Нижнього Новгорода, Мурома, Вятки, Владимира, Костроми, Галича.

### Війна з Москвою
Зближення з Кримським ханством турбувало промосковські елементи Казанського ханства і деякі з цих дворян провокували повстання 1545. Результатом стало падіння Сафи Герая. Московські прибічники, Шах-Алі, зайняли трон. Наступного року Москва спробувала підкорити Казань, але спроби були невдалими.
З допомогою ногайців Сафа Герай повернувся на трон. Він знищив 75 дворян, а решта його опозиції втекла до Московії. У 1549 він помер, і його 3-річний старший син Утямиш Ґерай був визнаний ханом. Його регентом і де-факто правителем ханства була його матір Сююмбіке.
У той час родичі (зокрема Девлет I Ґерай) Сефи Гераю були в Криму. Їх запрошенню на Казанський престол протидіяла велика частина дворянства. Відносини ж з Московією продовжували погіршуватися. Група роздратованих дворян на початку 1551 запросили Івана Грозного втрутитись.
Шах-Алі зайняв казанський трон, до лютого 1552 року. Землі на схід від Волги (Го́рна сторона́) були віддані Московії. Утямиш-Герай, разом з його матір'ю, був відправлений до московської в'язниці. Антимосковські елементи в Казанському уряді заслали Шах-Алі і запросили Астраханського хана Ядегар Мухаммеда, разом з ногайцями на допомогу.

### Загибель

Оборона столичної мечеті (1552).

Казань взяли в облогу. Війська Івана Грозного діяли, спираючись на московську фортецю Свиязьк. У серпні 1552 московити завдали поразки татарам, спалили Арськ і деякі фортеці. Через два місяці облоги й руйнування стін Казанського кремля 3 жовтня московити увійшли в місто. Деякі захисники зуміли втекти, але більшість було вирізано. Ядегара Мухаммеда посадили у в'язницю, населенню влаштували різанину. Казанські хроніки повідомляють про близько 110 000 загиблих, цивільних і військових, і про звільнення 60 000 — 100 000 полонених москвичів, які були в ханстві.
Після падіння Казані його території (наприклад, Удмуртія і Башкортостан) приєднали до Московського царства без конфлікту. Адміністрацію ханств знищили, промосковська і нейтральна знать залишились на своїх землях, а інших татар потім переселили далеко від річок, доріг і Казані. Вільні землі передали у власність московитам чи іноді промосковським татарам. Православні єпископи, як наприклад Патріарх Гермоген, насильницьки хрестили багатьох татар.
До 1556 частина населення продовжувала чинити опір московському уряду. У Чалім і Мішатамаці сформували бунтівний уряд. Але ногайці під головуванням Галі Акрама продовжили напади на селян і коаліція була зруйнована. Після придушення повстання керманичів бунтівників стратили.
Після закінчення війни розпочали введеня церковно-слов'янської мови та навернення у московське християнство татар.
Термін Казанське царство використовували до 1708, коли утворили Казанську губернію.
Під час смутного часу була спроба відновити Казанське ханство, але її придушило московське військо під командуванням Кузьми Мініна.

## Економіка
Міське населення ханства виробляло керамічні, дерев'яні і металеві вироби, шкіру, броню, плуги і коштовні камені.
Головні міста були Казань, Арськ, Жукотін (Джукетау), Кашан, Чалли і Алат. Торгівля йшла з Центральною Азією, Кавказом, і Московією. У 16-му сторіччі, Московія стала головним торговим партнером Казані, і ханство увійшло в економічну систему Москви. Головні ринки були Ташак Базар в Казані і острів Маркіз на річці Волга.

## Населення

Карта ханства.

Більшість населення були казанськими татарами. Більшість населення не вважало себе татарами; багато хто називався просто мусульманами або «Казанцями» Іслам був державною релігією.
Місцеве феодальне дворянство, складалось з етнічних болгар, але судочинство казанських ханів і охоронці були з степових татар (половців, і пізніше ногайців), що мешкали в Казані.
Населення ханства складалось з татар-мішар, чувашів, марійців, мордви, удмуртів, башкир, комі. Мішари перекочували на ці терени за часів Золотої Орди і поступово асимілювали місцевих фіномовних мордву і буртасів. Їхньою територією управляли колишні степові татари. Деякі мішари ніколи не управлялися Казанню і підкорялись Касимовському ханству, або Московії, які були залежними від Казанського хана.
Російські джерела вказують, що в Казанському ханстві використовувалося як мінімум п'ять мов. Перш за все була татарська мова, зокрема казанський діалект казанських татар і західний діалект мішар (колись степові татари, що говорили кіпчацькою). Його записана форма (давньотатарська мова) була державною мовою. Чуваська мова є нащадком булгарської мови, розмовною у поган-чувашів. Булгарська мова також сильно вплинула на казанський діалект татарської мови. Інші три мови: (марійська мова, мордовська мова й башкирська мова), також розвинулись з булгарської і кіпчацької.

## Суспільство

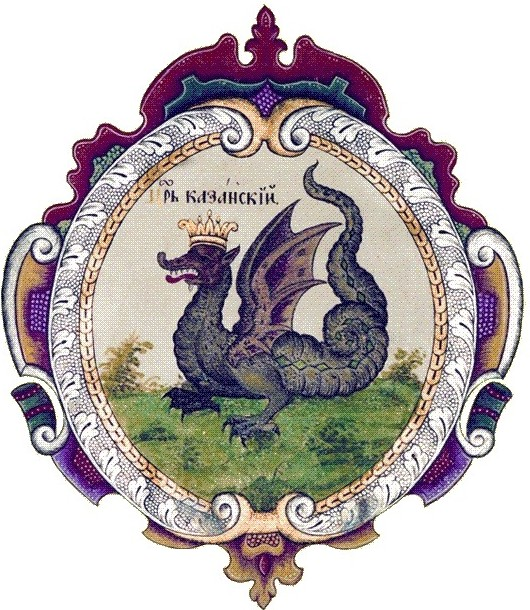
Емблема казанських царів (1672).

Казанським ханством як державою керував хан. У своїх діях він спирався на рішення та поради уряду (дивану). Дворянство мало поділ на bäk (беїв), ämir (емірів) та мурз. Військові мали поділ на uğlan (уланів), багадірів, içki (ічків). Мусульманське духівництво також відігравало значну роль та мали поділ на säyet (сеїдів), şäyex (шейхів), qazí (казі), й імамів. Духівництво займалось судовою справою, і тримало медресе і мектеби (школи).
Більшість населення були кара халік (чорні люди): вільне мусульманське населення, яке жило на державній землі. Феодальні землі здебільшого оброблялись çura (кріпосними). Військовополонені зазвичай продавалися до Османської імперії або Центральної Азії. Також вони продавалися в межах ханства як раби (qol) і використовувались на феодальних землях, щоб стати çura пізніше. Не мусульманське населення ханства мало сплачувати ясак.

## Державний устрій
Ханство мало поділ на 5 daruğa: Алат, Arça (Арша), Gäreç (Гярек);, Cöri (Кьорі) і Nuğay (Нуджай). Термін daruğa перекладається як «напрям». Вони замінили «князівства», з яких ханство утворилось. Деякі феодальні владарі інколи пробували оголосити незалежність від Казані, але такі спроби негайно присікалися.
Військо ханства, складалося з добровольців, ханської гвардії і дворянського війська. Кількість війська не була постійною, коливаючись з 20 до 60 тисяч бійців. Часто, солдати з ногайців і кримчаків воювали за казанських ханів. Для захисту стін Казані використовувалася вогнепальна зброя (пищаль).

## Культура

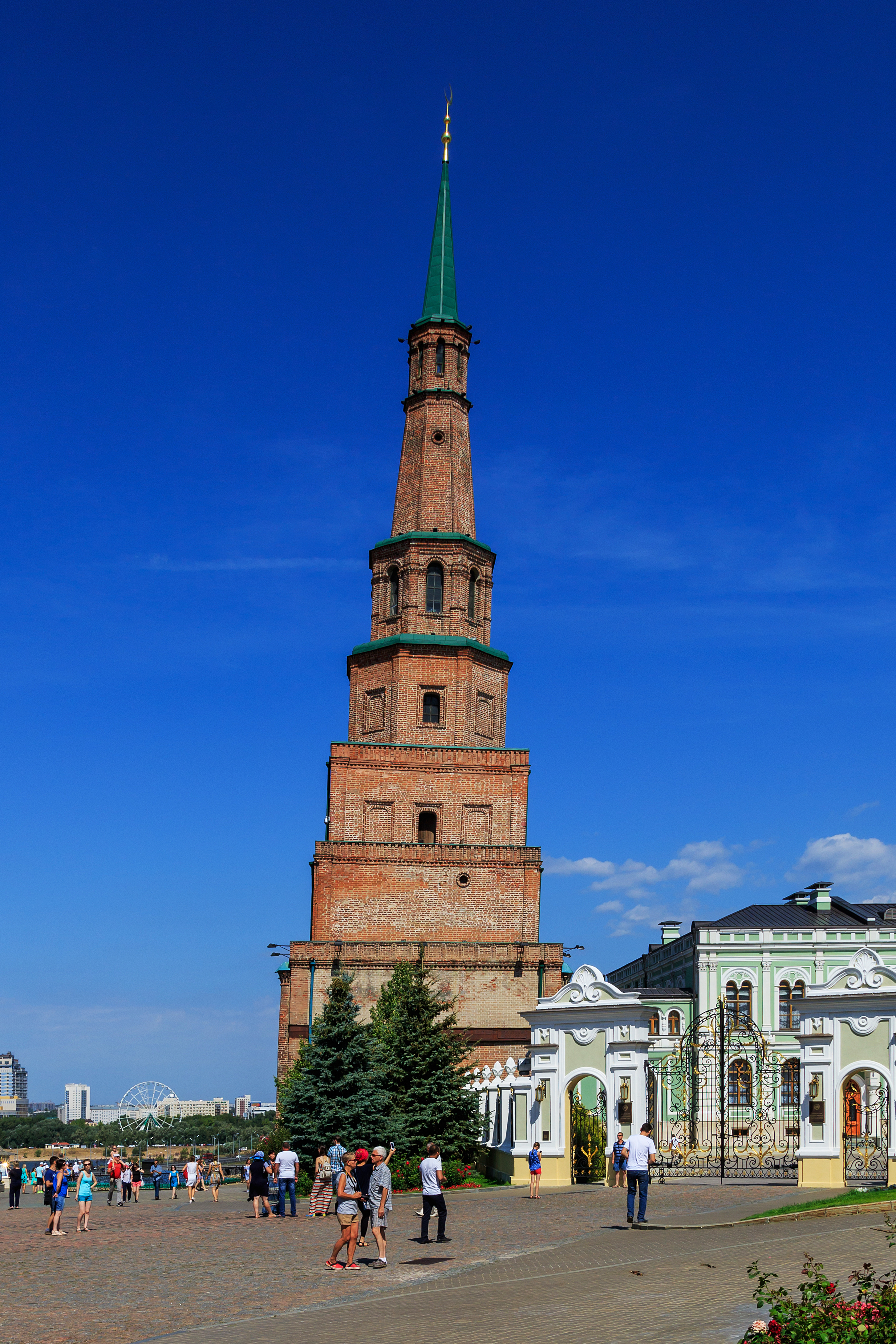
Вежа Сююмбіке

В цілому культура Казанського ханства походить від культури Волзької Булгарії і є результатом її розвитку. В культурі шляхетних верств населення також були присутні елементи культури Золотої Орди.
Велика частина міського населення були грамотні. Великі бібліотеки були в мечетях і медрессе. Казань була центром науки і теології.
Хоча мусульманський вплив переважав, світська література також розвивалася. Найвидатніші давньотатарською мовою були поети Möxämmädyar (Мухаммад'яр), Ömmi Kamal, Möxämmädämin, Ğärifbäk, та Qolşärif. Мухаммад'яр був засновником казанської поезії, і його вірші були дуже популярні.
Місто Булгар було релігійним центром, але також економічним і політичним з 1430-х.
Архітектура ханства характеризується білокам'яним муруванням та дерев'яним різьбленням.